# Miss Global Beauty Queen 2016
Miss Global Beauty Queen 2016 foi a 15ª edição do concurso de beleza feminino denominado Miss Global Beauty Queen, realizado anualmente desde 2015 - mas com origens datadas desde 2005 - em Seul, na Coreia do Sul. Participaram do evento cerca de quarenta (40) candidatas nesta edição, representando seus países e algumas regiões - como Bascortostão e Tartaristão - de diversas partes do globo. A tailandesa eleita no ano passado, Vethaka Pethsuk  coroou sua sucessora no final do certame, que se realizou no dia 24 de Outubro.

## Resultados

### Colocações
| Posição                 | País e Candidata |
| Vencedora               | - Vietnã - Nguyễn Thị Ngọc |
| 2º. Lugar               | - Romênia - Elisabeta Ancău |
| 3º. Lugar               | - Holanda - Elize de Jong |
| 4º. Lugar               | - Brasil - Isabele Pandini |
| 5º. Lugar               | - Venezuela - Jessica Cozier |
| (TOP 15) Semifinalistas | - Bascortostão - Galina Lukina - Coreia do Sul - Kwon Hui Eun - Dinamarca - Cathrine Klattrup - Índia - Stefy Patel - Letônia - Jūlija Ščetina - Nova Zelândia - Valentine Oriano - Rússia - Elizaveta Mishina - Tartaristão - Gulnaz Aznabaeva - Tailândia - Mueanfan Na Nan - Turquia - Neslişah Eçem |

### Prêmios Especiais
O concurso distribuiu os seguintes prêmios:
| Prêmio              | País e Candidata                   |
| Miss Simpatia       | - Coreia do Sul - Kwon Hui Eun     |
| Miss Fotogenia      | - Brasil - Isabele Pandini         |
| Miss Talento        | - Índia - Stefy Patel              |
| Melhor Passarela    | - Filipinas - Christine Opiaza     |
| Miss Popularidade   | - Romênia - Elisabeta Ancău        |
| Miss Internet       | - Nova Zelândia - Valentine Oriano |
| Melhor Traje Típico | - Indonésia - Aura Febryannisa     |
| Embaixadora da Paz  | - Coreia do Sul - Kwon Hui Eun     |

### Ordem dos Anúncio

#### Top 15
1. Venezuela
2. Brasil
3. Holanda
4. Rússia
5. Bascortostão
6. Turquia
7. Romênia
8. Vietnã
9. Índia
10. Tartaristão
11. Dinamarca
12. Coreia do Sul
13. Tailândia
14. Letônia
15. Nova Zelândia

## Jurados

### Final
Ajudaram a selecionar a vendedora:
| 1. Hyeo Mog, CEO da +MOK; 2. Jinmi Kim, CEO da John Skin; 3. Jerome Too, presidente do grupo ERM; 4. Parque Dong Hyun, diretor executivo da ERM Korea; 5. Song Ki, presidente da KNA (Korea National Association); 6. Pawina Bamrungrot, Vice-Miss Global Beauty Queen 2007; 7. Park Jae Geun, Vice-presidente da Universidade Sangmyung; 8. Cho Hyun-wook, Vice-presidente da Women's Bar Association; 9. Jong Moon Byun, presidente da Korea Central Corporation; 10. Chae Man-hee, presidente da SeAHAN Global Network; 11. Hee Sae Jeong, diretor de organização da ERM Korea; 12. Vethaka Pethsuk, Miss Global Beauty Queen 2015; 13. Han Young Jin, CEO da Orcia Jewelry; 14. Jin-yong, CEO da Ravicento; 15. Lee Kyung Mi, empresário; | 1. Angela Tay, diretor da ERM; 2. Kim Gil-soo, CEO da revista Sisa; 3. Lee Gwanggul, editor da VOGUE Korea; 4. Catherin Yoo, diretora da Biz Holdings Co.; 5. Heo Subog, cirurgião dentista da Seul Future; 6. No Yoon Jeong, presidente da Shin Ae Beauty Hospital; 7. Park Mi Jung, presidente da Asia Face Painting Association; 8. Kim Young Jin, presidente da National Culture & Peace Foundation; 9. Choi Jin-kyung, diretor sênior da Women's Media Association; 10. Kim Sun Young, professor da Universidade Sangmyung; 11. Shin Hyun-hee, CEO da Economy Journal; 12. Han Yoo Jin, diretor da Overweight Clinic; 13. Jung Mi-Hye, CEO da Cetu Korea Co.; 14. Imi Jeong, CEO da SosoBox; |

## Candidatas
Disputaram o título este ano:
| - Bascortostão - Galina Lukina - Bélgica - Feyrouz Alguemi - Brasil - Isabele Pandini - Cazaquistão - Diana Zholdybek - Coreia do Sul - Kwon Hui Eun - China - Li Jia Jing - Dinamarca - Cathrine Klattrup - Equador - Mayra Bravo - Eslováquia - Katarína Talanová - Estados Unidos - Felisa Chajulall - Filipinas - Christine Opiaza - Gana - Princess Duncan - Guão - Kayla Sasaki - Guatemala - Claudia Gómez | - Holanda - Elize de Jong - Hong Kong - Crystal Tang - Índia - Stefy Patel - Indonésia - Aura Febryannisa - Japão - Madoka Shimizu - Letônia - Jūlija Ščetina - Malásia - Phang Guan Qun - Moldávia - Aliona Gîlca - Mianmar - Ni Ni Min Thu - Nova Zelândia - Valentine Oriano - Nigéria - Queendarlyn Amaka - Portugal - Sara Savery - Porto Rico - Mariann Medina | - República Checa - Klara Hofirková - Romênia - Elisabeta Eliza Ancău - Rússia - Elizaveta Mishina - Sri Lanca - Nayanthara Weerasinghe - Singapura - Hashiena Jan Ayub - Taiwan - Su Yu Chen - Tajiquistão - Nasiba Naimkhonova - Tartaristão - Gulnaz Aznabaeva - Tailândia - Mueanfan Na Nan - Turquia - Neslisah Eçem - Ucrânia - Yemiliia Hanishieva - Venezuela - Jessica Cozier - Vietnã - Nguyễn Thị Ngọc |

## Histórico

### Desistências
- Camarões - Francoise Ngoumou
- Gabão - Hulda Ondo
- México - Noemí Sánchez

### Estatísticas
Candidatas por continente:
- Ásia: 19. (Cerca de 47% do total de candidatas)
- Europa: 11. (Cerca de 28% do total de candidatas)
- Américas: 6. (Cerca de 15% do total de candidatas)
- África: 2. (Cerca de 5% do total de candidatas)
- Oceania: 2. (Cerca de 5% do total de candidatas)